# Soho Theatre
Il Soho Theatre è un teatro londinese situato nel quartiere di Soho della Città di Westminster. Il teatro, inaugurato nel 2000, presenta un programma di teatro di prosa, cabaret e stand-up comedy.

## Storia
La Soho Theatre Company fu fondata nel 1969 da Verity Bargate e Fred Proud e cominciò ad esibirsi in un teatro ad Old Compton Street. Successivamente la compagnia si trasferì al Soho Poly dell'Università di Westminster, dove rimase per diciotto anni, alcuni dei quali trascorsi sotto la supervisione della direttrice artistica Sue Dunderdale. In questo periodo la compagnia portò in scena le prime assolute di diverse opere di voci importanti della drammaturgia britannica come Howard Brenton, Sue Townsend, Hanif Kureishi, Timberlake Wertenbaker e Pam Gems. Nei primi anni novanta la compagnia Soho continuò a cambiare teatro, portando in scena le loro opere al Royal Court Theatre, ai Riverside Studios e all'Institute of Contemporary Arts, mentre tra il 1993 e il 1995 lavorarono presso il Cockpit Theatre.
Nel 2000 la compagnia si trasferì stabilmente nel teatro attuale a Dean Street. Il Soho Theate fu costruito apposta per la Soho Theatre Company e può contare su tre spazi scenici: una sala principale con 165 posti, uno studio per 90 spettatori e uno spazio apposta per il cabaret che contiene un pubblico di 140 persone. Da allora il teatro ha ospitato le prime di opere di Phoebe Waller-Bridge, Arinzé Kene, Jessie Cave, Vicky Jones, Phoebe Eclair-Powell, Theresa Ikoko e Gabriel Bissett-Smith.